# 1967 în științifico-fantastic
- 1966 în științifico-fantastic — 1967 în științifico-fantastic — 1968 în științifico-fantastic

1967 în științifico-fantastic a implicat o serie de evenimente:

## Nașteri și decese

### Nașteri
- Mircea Băduț
- Ted Chiang
- Marcus Hammerschmitt
- Elizabeth Hand
- Thomas Höhl
- Helge Kautz
- Claudia Kern
- Benjamin J. Myers
- Richard Powers
- Eric James Stone
- Dayton Ward
- Sean Williams

### Decese
- Marcel Aymé (n. 1902)
- Rosel George Brown (n. 1926)
- Hugo Gernsback (n. 1884), a editat Amazing Stories din aprilie 1926.
- Delos W. Lovelace (n. 1894), a creat King Kong.
- Hans Lungwitz (n. 1881)
- Robert Walter (n. 1883)

## Cărți

### Romane
- An Age sau Cryptozoic! de Brian Aldiss
- The Butterfly Kid de Chester Anderson
- Camp Concentration de Thomas M. Disch
- City of Illusions de Ursula K. Le Guin
- Counter-Clock World de Philip K. Dick
- Cycle of Nemesis de Kenneth Bulmer
- Echo Round His Bones de Thomas M. Disch
- The Einstein Intersection de Samuel R. Delany
- A Far Sunset de Edmund Cooper
- Febră de origine necunoscută de Leonida Neamțu
- The Ganymede Takeover de Philip K. Dick și Ray Nelson
- Logan's Run de William F. Nolan și George Clayton Johnson
- Domn al luminii -- Lord of Light de Roger Zelazny
- Lords of the Starship de Mark S. Geston
- The Mind Parasites de Colin Wilson
- Miners in The Sky de Murray Leinster
- Nebula Alert de A. Bertram Chandler
- The Palace of Love de Jack Vance
- Planet of Death de Robert Silverberg
- The Productions of Time de John Brunner
- Restoree de Anne McCaffrey
- Soldier, Ask Not de Gordon R. Dickson
- The Technicolor Time Machine de Harry Harrison
- Those Who Watch de Robert Silverberg
- Time and Mr. Bass de Eleanor Cameron
- To Outrun Doomsday de Kenneth Bulmer
- La Vermine du Lion de Francis Carsac
- Why Call them Back From Heaven? de Clifford D. Simak
- The Zap Gun de Philip K. Dick

### Colecții de povestiri
- Formula nemuririi,  povestiri sovietice
- Pe lungimea de undă a Cosmosului
- Povestiri ciudate, editată de Victor Kernbach
- The Nine Billion Names of God de Arthur C. Clarke
- The Magazine of Fantasy & Science Fiction: 1967

### Povestiri
- „The Billiard Ball” de Isaac Asimov
- „Cercul iubirii” de Voicu Bugariu
- „Cerul crud” de Arthur C. Clarke
- „Da... și Gomora” de Samuel R. Delany
- „I Have No Mouth, and I Must Scream” de Harlan Ellison

### Eseuri
- Herbert George Morley Robert Wells, Esq de Arthur C. Clarke

## Filme
| Titlu                            | Regizor              | Distribuție                                                 | Țara                                                  | Sub-Gen /Note                                       |
| -------------------------------- | -------------------- | ----------------------------------------------------------- | ----------------------------------------------------- | --------------------------------------------------- |
| Nebuloasa din Andromeda          | Yevgeny Sherstobitov | Via Artmane, Sergei Stolyarov, Nikolai Kryukov              | Uniunea Republicilor Sovietice Socialiste             | Se bazează pe romanul omonim scris de Ivan Efremov. |
| Gamera vs. Gyaos                 | Noriyaki Yuasa       | Kojiro Hongo, Kichijiro Ueda                                | Japonia                                               |                                                     |
| Journey to the Center of Time    | David L. Hewitt      | Scott Brady, Anthony Eisley, Abraham Sofaer, Gigi Perreau   | Statele Unite ale Americii                            |                                                     |
| Jules Verne's Rocket to the Moon | Don Sharp            | Burl Ives, Terry-Thomas, Gert Fröbe                         | Regatul Unit al Marii Britanii și al Irlandei de Nord | Alt titlu: Those Fantastic Flying Fools             |
| King Kong evadează               | Ishirō Honda         | Rhodes Reason, Mie Hama, Linda G. Miller                    | Japonia                                               |                                                     |
| Mars Needs Women                 | Larry Buchanan       | Tommy Kirk, Yvonne Craig                                    | Statele Unite ale Americii                            |                                                     |
| Mission Mars                     | Nicholas Webster     | Darren McGavin, Nick Adams, George de Vries, Shirley Parker | Statele Unite ale Americii                            | [ 2 ]                                               |
| Night of the Big Heat            | Terence Fisher       | Peter Cushing, Christopher Lee                              | Regatul Unit al Marii Britanii și al Irlandei de Nord |                                                     |
| Privilege                        | Peter Watkins        | Paul Jones, Jean Shrimpton, Mark London                     | Regatul Unit al Marii Britanii și al Irlandei de Nord |                                                     |
| Quatermass and the Pit           | Roy Ward Baker       | James Donald, Barbara Shelley, Andrew Kier                  | Regatul Unit al Marii Britanii și al Irlandei de Nord |                                                     |
| Son of Godzilla                  | Jun Fukuda           | Akira Kubo, Tadao Takashima, Bibari Maeda                   | Japonia                                               |                                                     |
| They Came From Beyond Space      | Freddie Francis      | Robert Hutton, Jennifer Jayne, Michael Gough                | Regatul Unit al Marii Britanii și al Irlandei de Nord | [ 3 ]                                               |
| The X from Outer Space           | Kazui Nihonmatsu     | Eiji Okada, Toshiya Wazaki                                  | Japonia                                               |                                                     |
| Yonggary                         | Kim Ki-duk           | Moon Kang, Kwang Ho Lee, Soonjai Lee                        | Coreea de Sud                                         |                                                     |

## Premii

### Premiul Hugo
Premiile Hugo decernate la Worldcon pentru cele mai bune lucrări apărute în anul precedent:
- Premiul Hugo pentru cel mai bun roman:[5] Luna e o doamnă crudă de Robert A. Heinlein
- Premiul Hugo pentru cea mai bună povestire:
- Premiul Hugo pentru cea mai bună prezentare dramatică:
- Premiul Hugo pentru cea mai bună revistă profesionistă:
- Premiul Hugo pentru cel mai bun fanzin:

### Premiul Nebula
Premiile Nebula acordate de Science Fiction and Fantasy Writers of America pentru cele mai bune lucrări apărute în anul precedent:
- Premiul Nebula pentru cel mai bun roman:[6] Intersecția Einstein de Samuel R. Delany
- Premiul Nebula pentru cea mai bună nuvelă:
- Premiul Nebula pentru cea mai bună povestire: